# Tomás de Zumalacárregui
Tomás de Zumalacárregui e Imaz (Ormáiztegui, 29 de diciembre de 1788-Cegama, 24 de junio de 1835), duque de la Victoria, conde de Zumalacárregui, conocido entre sus tropas como Tío Tomás, fue un militar español que llegó a ser general carlista durante la primera guerra carlista. En ocasiones fue apodado el «Lobo de Las Amezcoas» (Navarra).

## Biografía

### Infancia y formación
Nacido en el caserío Arandi de Ormáiztegui, de familia perteneciente a la clase media-alta, era el penúltimo de los once hijos del matrimonio formado por Francisco Antonio Zumalacarregui Muxica y María Ana Ymaz Altolaguirre. Uno de sus hermanos mayores, Miguel Antonio, fue un político liberal que sufrió represión por los absolutistas. Queda huérfano de padre a los cuatro años y seguramente en esas fechas es cuando su madre decide el traslado a la casa Iriarte-Erdikoa (hoy Museo Zumalakarregi). Allí realiza sus estudios elementales y los fundamentos del latín. En 1801 su madre le envía a Idiazábal a aprender la «práctica de escribano» con un primo suyo. Tres años más tarde marchó varios meses a Pamplona, y allí conoció a Pancracia Ollo, con quien se casaría en 1820.

### Guerra de la Independencia
Al comienzo de la guerra de la Independencia, en 1808, se alistó en Zaragoza, donde participó en el primer sitio de la ciudad. También tomó parte en la batalla de Tudela y en el segundo sitio de Zaragoza. Durante el segundo Sitio participó en una fallida salida de tropas que trataban de romper el cerco de la ciudad siendo hecho prisionero por los franceses. Consiguió escapar de estos rompiendo sus ligaduras y huyó a su localidad natal, Ormáiztegui.
Tras un corto periodo de tiempo en su casa de Ormáiztegui, Zumalacárregui se echó al monte y se unió a la partida de Gaspar de Jáuregui, apodado El Pastor, un guerrillero guipuzcoano que luchaba por su cuenta contra los franceses en el País Vasco y Navarra. Como Zumalacárregui era un hombre de empuje y con cierto nivel de instrucción, Jáuregui le convirtió enseguida en su secretario personal. Se afirma incluso que el propio Jáuregui era analfabeto, lo que resultaba bastante habitual en aquella época, y que Zumalacárregui le dio lecciones de lectura y escritura. Sin embargo las informaciones al respecto son contradictorias. Durante los primeros años de la guerra Zumalacárregui tomó parte en numerosos combates y escaramuzas; en Azpíroz (Navarra), Oyarzun (Guipúzcoa), Santa Cruz de Campezo (Álava) y El Carrascal, que le valieron el grado de subteniente dentro de la guerrilla.
En 1811 las guerrillas vascas, navarras y las de otras regiones cercanas fueron asimiladas como cuerpos regulares en el Séptimo Ejército español, bajo el mando del general Gabriel de Mendizábal. Jáuregui, nombrado coronel, había agrupado bajo su mando a todas las guerrillas guipuzcoanas, que en el nuevo esquema organizativo se convirtieron sobre el papel en el Primer Batallón de Guipúzcoa. Tomás, con el grado de teniente, pasó a ser oficial del Ejército. Con el paso del tiempo se añadirían un segundo y un tercer batallones al ejército en Guipúzcoa, a medida que crecían en número las guerrillas.

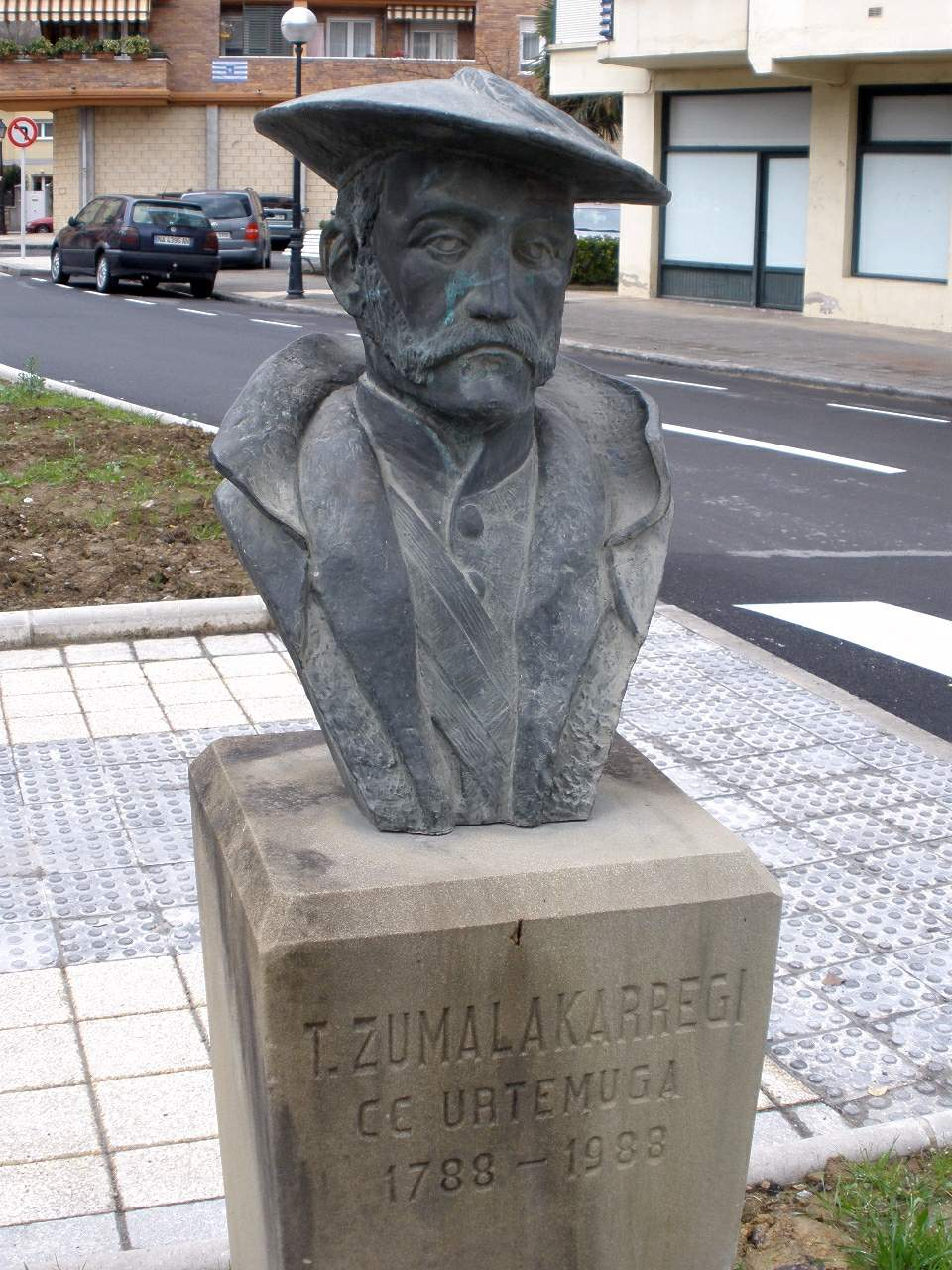
Busto de Zumalacárregui en su Ormáiztegui natal.

Zumalacárregui permaneció el resto de la guerra como oficial en este Primer Batallón de Guipúzcoa, primero con el grado de teniente y a partir de 1812 como capitán. Tomó parte en buena parte de las acciones de guerra que tuvieron lugar en Guipúzcoa y el norte de Navarra durante esos años; Zumárraga, Puente de Belascoain, Unzué, Ataun, Urrestilla, Irurzun, Arechavaleta, Vergara, Loyola, Descarga, Sasiola, Mendaro o Salinas. A las órdenes del general Freire tomó parte en la batalla de San Marcial el 31 de agosto de 1813 que puso fin a la ocupación francesa y por la cual fue condecorado.
Durante esos años también viajó a Cádiz, comisionado por Jauregui, para efectuar diversas gestiones. Allí se reunió con su hermano Miguel Antonio de Zumalacárregui, que era diputado provisional por Guipúzcoa en las Cortes.
Durante los años que estuvo a las órdenes de Jáuregui, Zumalacárregui se convirtió en un experto de la guerra de guerrillas; tanto en el plano táctico como en el logístico, organizativo o de inteligencia. Zumalacárregui se familiarizó asimismo con la vida en la montaña y con la agreste geografía vasco-navarra. Todo este aprendizaje sería años más tarde fundamental cuando asumió la organización del ejército carlista.

### Carrera militar
Terminada la guerra, Zumalacárregui permaneció en el Ejército, siendo nombrado capitán archivero. Tomás de Zumalacárregui no simpatizaba con los principios liberales que en aquella época se extendían por España, comenzando a significarse como monárquico absolutista. Cuando en 1820 se repuso la Constitución de 1812, aún era capitán. Fue denunciado al nuevo Gobierno por oficiales liberales, que solicitaron su expulsión del ejército. Aunque la denuncia no prosperó, fue apartado del servicio activo. Después se puso a las órdenes de Quesada, ascendiendo a teniente coronel en 1822.
Tras la restauración de Fernando VII en el trono de España y la vuelta del absolutismo en 1823, formó parte de una comisión militar para la represión de delitos políticos, alcanzando el grado de coronel en 1829. En 1832 fue nombrado gobernador militar del Ferrol. Por entonces, Zumalacárregui era ya reconocido como integrante del partido absolutista que pretendía favorecer las opciones sucesorias del hermano del rey, Carlos María Isidro de Borbón (Don Carlos).
Tras la firma por parte de Fernando VII de la Pragmática Sanción de 1830 y la proclamación de su hija Isabel como heredera del trono le enfrentó con las autoridades navales de Ferrol, que eran partidarias de la causa constitucional. Como consecuencia, Zumalacárregui fue acusado de desafecto y destinado a Pamplona.

### Guerra Carlista

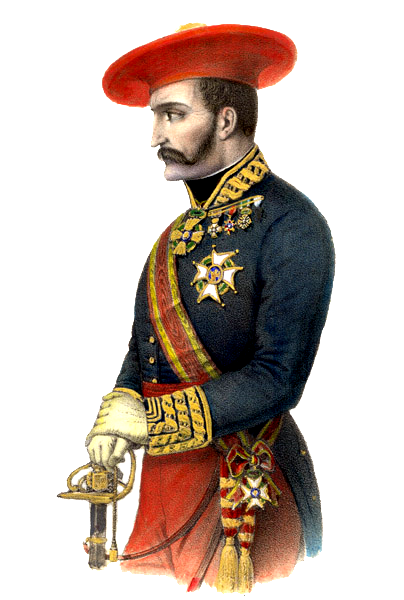
Tomás de Zumalacárregui.

Al morir Fernando VII el 29 de septiembre de 1833, residía sin mando y bajo vigilancia en Pamplona, de donde consiguió huir y unirse a los carlistas sublevados que se hallaban en el valle de La Berrueza, Navarra, al mando de Iturralde y Sarrasa. Fracasado en La Rioja, en las Provincias Vascongadas y en otros pocos puntos del resto de España el levantamiento de los reaccionarios que apoyaban al infante Don Carlos en defensa de la Monarquía Tradicional, quedó reducido al pequeño grupo que se encontraba oculto en los valles de La Berrueza y Amescoas en Navarra. El 14 de noviembre de 1833 los rebeldes eligieron a Zumalacárregui como jefe, levantando acta en Estella. Inmediatamente comenzó a organizar desde la nada en muy poco tiempo un eficaz contingente del ejército rebelde llamado pronto carlista, equipándolo en muchos casos con las armas tomadas a los ejércitos cristinos. 
Se resistió a todos los intentos de atraerle hacia el bando de Isabel II, tanto por parte de su propio hermano Miguel como de su antiguo jefe, el general Quesada. 
Consciente de su inferioridad numérica y armamentística, Zumalacárregui reprodujo la táctica guerrillera que conocía desde la Guerra de la Independencia, amparándose en lo accidentado del relieve. Benjamín Jarnés dice que: tuvo por segundo jefe de su ejército al paisaje y en el apoyo de gran parte de la población civil de la zona Navarra que recorría. El 7 de diciembre de 1833, las diputaciones carlistas de Vizcaya y de Álava le nombraron jefe de sus tropas. Muy popular entre sus soldados, le llamaban «Tío Tomás», no dudó en mostrarse cruel en la represión de los liberales ni en emplear el terror para mantener controlado el territorio, siendo el hecho que más le descalifica la orden de realizar los fusilamientos de Heredia.

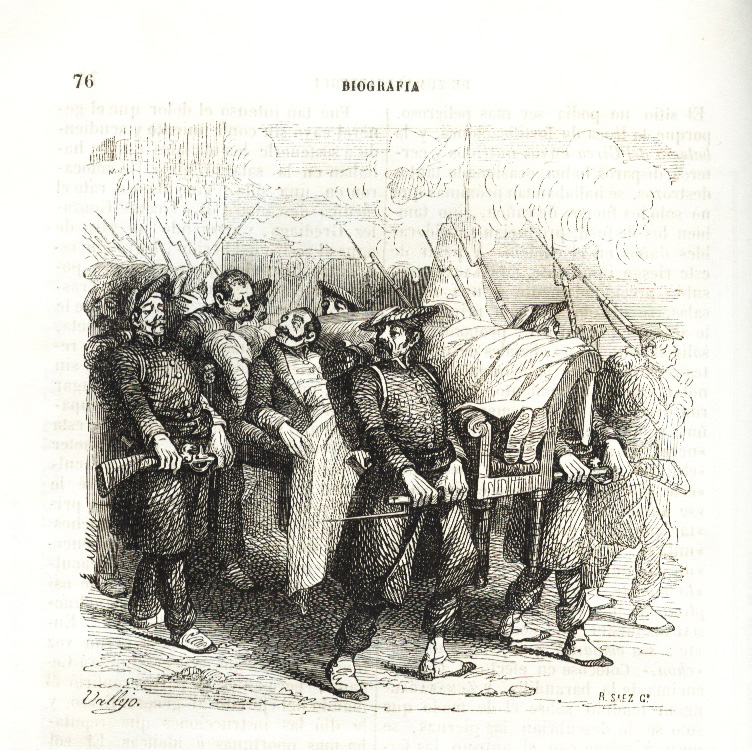
Zumalacárregui, herido, es traslado montado en un sillón.

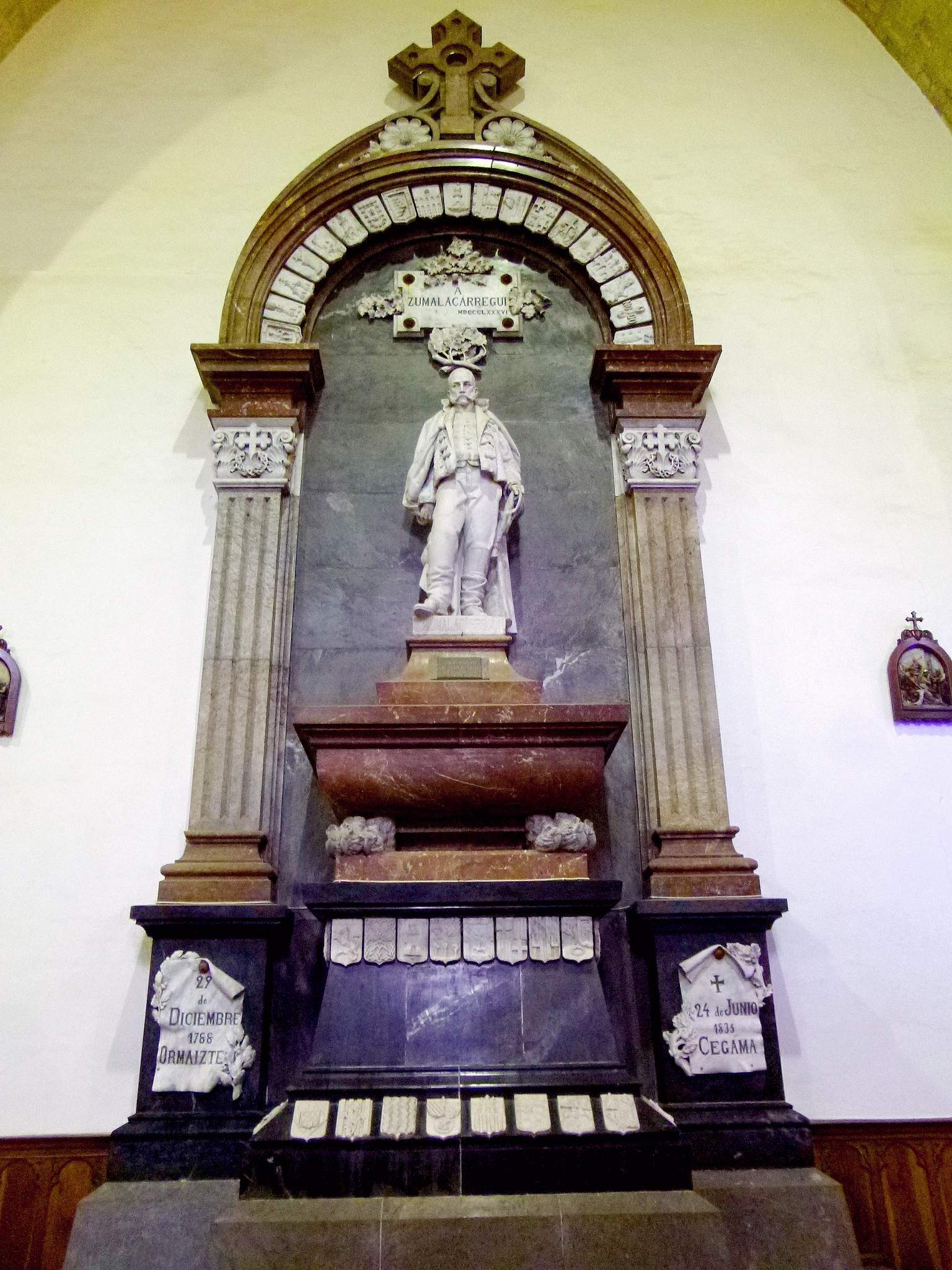
Tumba-mausoleo de Zumalacárregui en la Iglesia de San Martín de Tours de Cegama (Guipúzcoa).

Durante el año 1834 se sucedieron las victorias en importantes acciones, como el asalto a un convoy de armas entre Logroño y Cenicero, las acciones de Alegría de Álava y Venta de Echávarrri. Pero acabó el año con una amarga derrota en la batalla de Mendaza y tuvo que realizar una prudente retirada en la primera batalla de Arquijas.
Pero en marzo y abril de 1835, con la Acción de Larremiar contra Francisco Espoz y Mina y la Acción de Artaza contra Gerónimo Valdés, deshizo la tropa cristina, que se vio obligada a desmantelar las estratégicas guarniciones de Maeztu, Alsasua, Elizondo, Santesteban y Urdax, entre otras, quedando como únicas guarniciones las de las capitales de las Provincias Vascongadas y Pamplona y algunos puertos de la costa. El grueso del ejército cristino se retiró a la orilla sur del Ebro y orilla izquierda del Arga.
Controlando ya la mayor parte de las Provincias Vascongadas, animado por esos éxitos (y por la necesidad de conseguir dinero y apoyos internacionales), don Carlos le ordena en 1835 tomar Bilbao, a pesar de la opinión contraria de Zumalacárregui (que hubiera preferido atacar Vitoria), y desde allí abrirse camino hacia Madrid. La operación comenzó con éxito. Zumalacárregui se abrió paso hacia Bilbao al vencer al general Espartero en el puerto de Descarga, y puso sitio a la capital vizcaína el 10 de junio de 1835.

### Su muerte
El día 15 de junio, en un reconocimiento personal de las fortificaciones enemigas y las posiciones de sus hombres para observar las operaciones, subió al balcón del Palacio Quintana y resultó alcanzado en una pierna por una bala rebotada, que había sido disparada por el enemigo sitiado.
Fue rápidamente atendido por Vicente González de Grediaga, médico de cámara del Cuartel Real de don Carlos, quien quiso extraer el proyectil, pero el general se lo impidió. Fue trasladado a Cegama, municipio situado a 60 kilómetros de Bilbao, montado en un sillón requisado en una fonda y a hombros de sus voluntarios, para ponerse en manos de un curandero de su confianza. Se hospedó en casa de su hermana y murió, el 24 de junio de 1835 a las diez y media de la mañana,  probablemente de septicemia, quizá desencadenada cuando finalmente el curandero extrajo el proyectil de la zona ya completamente infectada.
El pretendiente recibió la noticia del fallecimiento en Durango a las 6 de la tarde. La casa de la hermana en la cual murió se llama Mazkiaran Barrena y continúa bien cuidada en Cegama. Como nunca utilizó uniforme militar durante la campaña carlista, siendo su prenda habitual un chaquetón de piel, fue enterrado al día siguiente de su muerte vestido de frac, habiendo sido momentos antes nombrado capitán general. El pretendiente, a pesar de encontrarse a solo 35 kilómetros de distancia, no consideró necesaria su presencia en el funeral.
Como la herida revestía poca importancia, algunos historiadores opinan que fue una muerte muy extraña y recuerdan que el general tenía muchos enemigos en la corte ambulante carlista. Sin embargo, no se ha podido aportar ninguna evidencia sólida en ese sentido.

## Acciones de guerra
Acciones más importantes protagonizadas por Zumalacárregui:
- Acción de la Peña de San Fausto, 19 de agosto de 1834.
- Acción de Alegría de Álava, 27 de octubre de 1834.
- Acción de la Venta de Echavarri, 28 de octubre de 1834.
- Acción del puente de Larraga, 8 de marzo de 1835.
- Acción de Larremiar, 12 de marzo de 1835.
- Acción de Artaza, 22 de abril de 1835.
- Acción del Puerto de Descarga, 2 de junio de 1835.

Solo en tres ocasiones aceptó librar batalla Zumalacárregui:
- Batalla de Nazar y Asarta, 29 de diciembre de 1833.
- Batalla de Mendaza, 12 de diciembre de 1834.
- Batalla de Arquijas, 15 de diciembre de 1834.

## Referencias

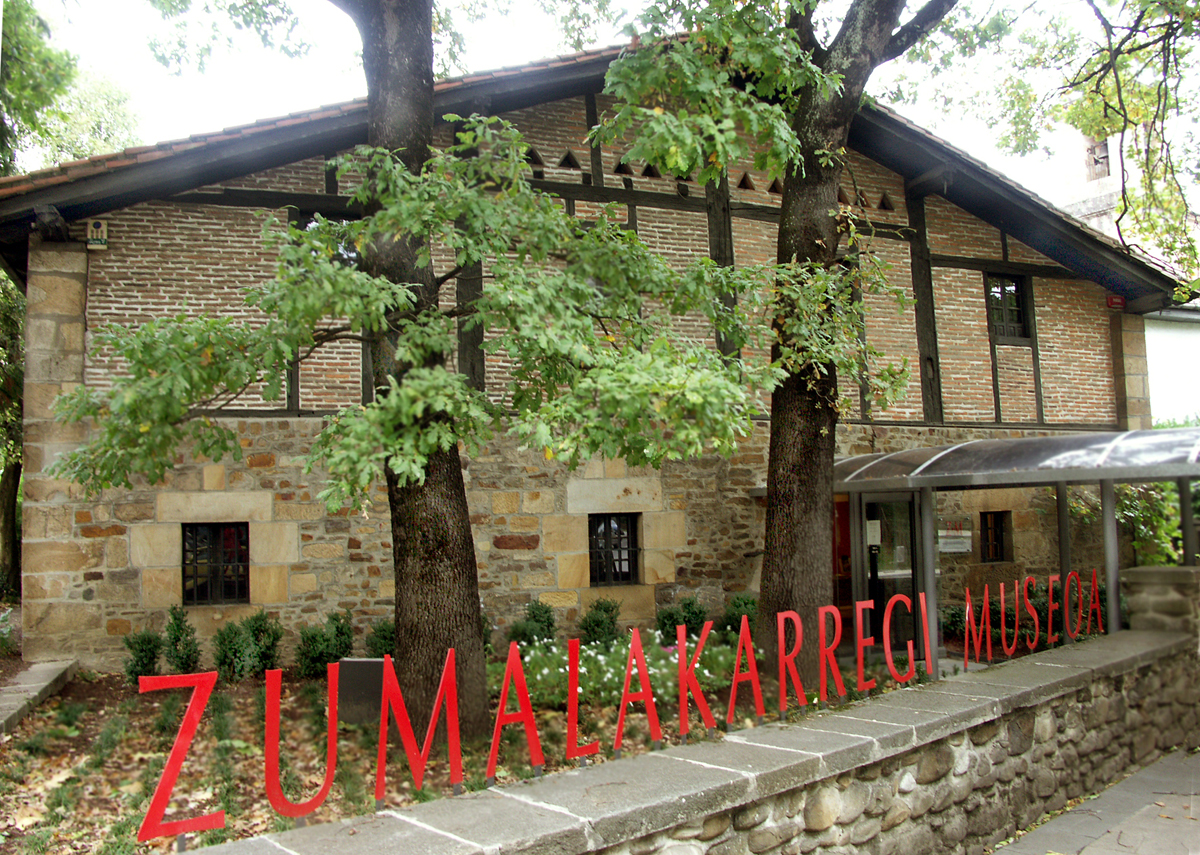
Museo Zumalacárregui de Ormáiztegui.